# Dołni Bogrow
Dołni Bogrow (bułg. Долни Богров) – wieś w Bułgarii; 1300 mieszkańców (2010).